# Пандей, Бинда
Бинда Пандей (Binda Pandey, непальск. बिन्दया पाण्डे; род. 30 декабря 1966) — непальская общественная и политическая деятельница, участница рабочего и женского движений. В 2004—2008 годах была заместителем генерального секретаря Всеобщей федерации непальских профсоюзов, в 2008—2012 годах — депутатом 1-го Учредительного собрания Непала, представляя Коммунистическую партию Непала (объединённую марксистско-ленинскую), от неё же избрана в Палату представителей Непала в 2017 году.

## Ранние годы и образование
Пандей родилась в Равалсваре в районе Нувакот и была предпоследней из двенадцати детей. Родители отправили её братьев в традиционную индуистскую религиозную школу Гурукул. Сама Бинда получила две бакалаврских степени — педагогическую и юридическую — и две магистерских — в ботанике и гендерных исследованиях и исследованиях в области развития. Она защитила докторскую диссертацию в Педагогической школе Университета Катманду в 2017 году.
27 марта 1981 года, в день всеобщей забастовки, учащиеся её школы организовали митинг против тогдашнего автократического панчаятского режима. Одним из требований студентов было освобождение арестованных за несколько дней до этого в Катманду студенческих активистов, одним из которых был младший из старших братьев Бинды. Она приняла участие в митинге, маршируя в первом ряду и скандируя антипанчаятские лозунги. На выборах того же года в свободных студенческих профсоюзах победила комиссия Пандей, был проведен районный съезд Всенепальского национального свободного студенческого профсоюза (ANNFSU), и она была избрана казначеем. У неё и её товарищей возник конфликт с директором школы, и учёбу Бинда продолжила в Катманду, где поступила в школу Канти Ишвори.

## Общественная и политическая деятельность
Пандей была вовлечена в студенческое движение на протяжении более десяти лет, с 1980 по 1992 год. В 1992 году она присоединилась к Всенепальской ассоциации женщин (ANWA), которая была связана с Коммунистической партией Непала (объединённой марксистско-ленинской). В ноябре того же года она была избрана казначеем ANWA. На неё была возложена ответственность за организацию трудящихся женщин через Центральный отдел работниц (CWWD) Всеобщей федерации непальских профсоюзов (GEFONT). Позже она стала секретарем CWWD, где проработала до 2000 года.
Работая в профсоюзном движении, Панди представляла GEFONT в Комитете азиатских женщин (CAW) — региональной организации, защищающей права трудящихся женщин в 13 азиатских странах. Три года — с 1994 по 1997 — она провела в Гонконге в качестве координатора программы CAW. Вернувшись на родину в августе 1997 года, Панди продолжила свою работу в качестве секретаря CWWD, а затем взяла на себя дополнительные обязанности в качестве секретаря иностранного отдела и члена отдела образования GEFONT. На третьем съезде профсоюзной федерации в 2000 году она была избрана начальницей отдела образования. С 2004 года она занимала должность заместителя генерального секретаря GEFONT. Опираясь на длительное тесное сотрудничество с активистками профсоюзного и женского движений в стране и за её пределами, она решила получить дополнительные академические знания и в 2002 году поступила на магистерский курс по гендерным исследованиям и исследованиям в области развития в Азиатском институте технологий в Бангкоке.
Во время своего пребывания в качестве члена Национальной комиссии по делам женщин (NWC) с 2002 по 2004 год она сосредоточилась на разработке профильного законопроекта, гендерном анализе конституции и подготовке рекомендаций по перспективам развития женских прав. После окончания гражданской войны и падения королевского самодержавия она была избрана в Учредительное собрание (Конституционную ассамблею) по пропорциональному списку КПН (ОМЛ). По итогу работы в собрании она пришла к выводу, что убеждать депутатов в важности проблем женщин сложнее, чем выносить эти вопросы на улицы (так, тщетными оказались попытки её и других депутаток-феминисток заменить обозначение президента непальским словом мужского рода «Раштрапати» на более универсальное «Раштрадхьячхья»), но подчёркивала, что она «продолжит бороться за то, чтобы грядущая конституция действительно учитывала гендерные вопросы». В 2017 году она снова была избрана в депутаты через пропорциональное представительство КПН (ОМЛ) — на этот раз членом Палаты представителей Федерального парламента Непала.
В 2011 году Пандей был избрана заместителем члена Административного совета Международной организации труда сроком на три года и переизбрана на следующие сроки в 2014 и 2017 годах. На восьмом национальном съезде КПН (ОМЛ) в 2009 году была избрана членом Центрального комитета партии, на девятом съезде в 2014 году — членом Политбюро.
В 2019 году подготовила книгу «Женщины в непальской политике».